# Vlag van Maasdonk

Vlag van de gemeente Maasdonk
(1992-2015)

De vlag van Maasdonk werd op 15 december 1992 bij raadsbesluit vastgesteld als de gemeentelijke vlag van de Noord-Brabantse gemeente Maasdonk, die pas twee weken later werd opgericht uit Geffen en Nuland, en het grootste deel van het dorp Vinkel. De vlag is in het raadsbesluit als volgt beschreven:
Over een derde van de vlaglengte wit, met aansluitend een witte driehoek komende vanuit de onder- en bovenrand en reikend tot 2/3 van de vlaglengte;  het overige deel groen; op de witte baan drie rode vierbladige rozen met een hoogte van 1/4 van de vlaghoogte, waarvan twee geplaatst op een lengte van 1/6 van de vlaglengte en een hoogte van 1/4 resp. 3/4 van de vlaghoogte en een op een lengte van 43/100 van de vlaglengte en op de helft van de vlaghoogte.
De kleuren zijn ontleend aan het gemeentewapen. In plaats van de drie Maaslandse vierbladen uit het wapen zijn rozen gebruikt, zoals in het wapen van Geffen, maar dan met vier bladen. De groene "donk" uit het wapen is vertaald naar een witte driehoek.
Op 1 januari 2015 is de gemeente Maasdonk opgegaan in de gemeenten 's-Hertogenbosch en Oss, waarmee de vlag als gemeentevlag kwam te vervallen. 

## Verwante afbeeldingen

Wapen van Maasdonk
Wapen van Geffen

Aalburg 
· Aarle-Rixtel 
· Alphen en Riel 
· Bakel en Milheeze 
· Beek en Donk 
· Beers 
· Berghem 
· Berkel-Enschot 
· Berlicum 
· Bladel en Netersel 
· Borkel en Schaft 
· Boxmeer 
· Budel 
· Chaam 
· Cuijk 
· Cuijk en Sint Agatha 
· Den Dungen 
· Diessen 
· Dinteloord en Prinsenland 
· Drunen 
· Dussen 
· Engelen 
· Erp 
· Esch 
· Escharen 
· Fijnaart en Heijningen 
· Geffen 
· Geldrop 
· Gemert 
· Giessen 
· Ginneken en Bavel 
· Grave 
· 's Gravenmoer 
· Haaren 
· Halsteren 
· Haps 
· Heesch 
· Heeswijk-Dinther 
· Heeze 
· Helvoirt 
· Hoeven 
· Hooge en Lage Mierde 
· Hooge en Lage Zwaluwe 
· Hoogeloon, Hapert en Casteren 
· Huijbergen 
· Klundert 
· Landerd 
· Leende 
· Liempde 
· Lieshout 
· Lith 
· Luyksgestel 
· Maarheeze 
· Maasdonk 
· Made en Drimmelen 
· Megen, Haren en Macharen 
· Mierlo 
· Mill en Sint Hubert 
· Moergestel 
· Nieuw-Ginneken 
· Nieuw-Vossemeer 
· Nistelrode 
· Nuland 
· Oeffelt 
· Oost-, West- en Middelbeers 
· Oploo, Sint Anthonis en Ledeacker 
· Ossendrecht 
· Oud en Nieuw Gastel 
· Oudenbosch 
· Prinsenbeek 
· Putte 
· Raamsdonk 
· Ravenstein 
· Reusel 
· Riethoven 
· Rijsbergen 
· Rijswijk 
· Roosendaal en Nispen 
· Rosmalen 
· Schaijk 
· Schijndel 
· Sint Anthonis 
· Sint-Oedenrode 
· Sprang-Capelle 
· Standdaarbuiten 
· Terheijden 
· Teteringen 
· Uden 
· Udenhout 
· Veghel
· Vessem, Wintelre en Knegsel 
· Vierlingsbeek 
· Vlijmen 
· Wanroij 
· Waspik 
· Werkendam 
· Westerhoven 
· Willemstad 
· Woudrichem 
· Wouw 
· Zeeland 
· Zevenbergen